# 인디안 항공
인디안 항공(영어: Indian airlines, 힌디어: इंडियन)은 인도의 항공사로 1953년에 설립되어 2011년에 에어 인디아로 합병된 항공사로 허브 공항은 인디라 간디 국제공항, 차트라파티 시바지 국제공항이 있다.

## 역사
인디안 항공이 처음 세워진 것은 1953년으로 당시 인도는 1947년 독립 이후 사회주의식 경제 체제를 내세우면서 외국 기업들의 인도 진출을 제한했다. 민간 기업은 인도 자본으로 꾸려졌고 항공 등 기반 산업은 국가가 직접 운영을 했다. 이런 차원에서 인도는 1953년 항공 수송 산업 국유화를 진행했다. 이때 인디안은 인도의 또 다른 국영 항공사인 에어 인디아를 설립했다. 2005년 인도 정부는 낙후된 항공 산업을 발전시키기 위해 10년 동안 500억 달러를 투자하겠다고 발표했다. 2007년 인도 정부는 두 국영 항공사인 에어 인디아와 합병하는 계획을 추진했다. 2011년 두 회사는 에어 인디아로 합병되면서 현재에 이르고 있다.

## 운항 노선
- 2011년 기준으로 당시 인디안 항공은 다음과 같은 노선을 운항하고 있었다.

### 코드쉐어 협정
- 인디안 항공은 다음과 같은 항공사와 코드쉐어 협정을 체결하고 있다.[1]
- 에어 인디아 리저널
- GMG 항공
- 걸프 에어
- 우즈베키스탄 항공

## 사진

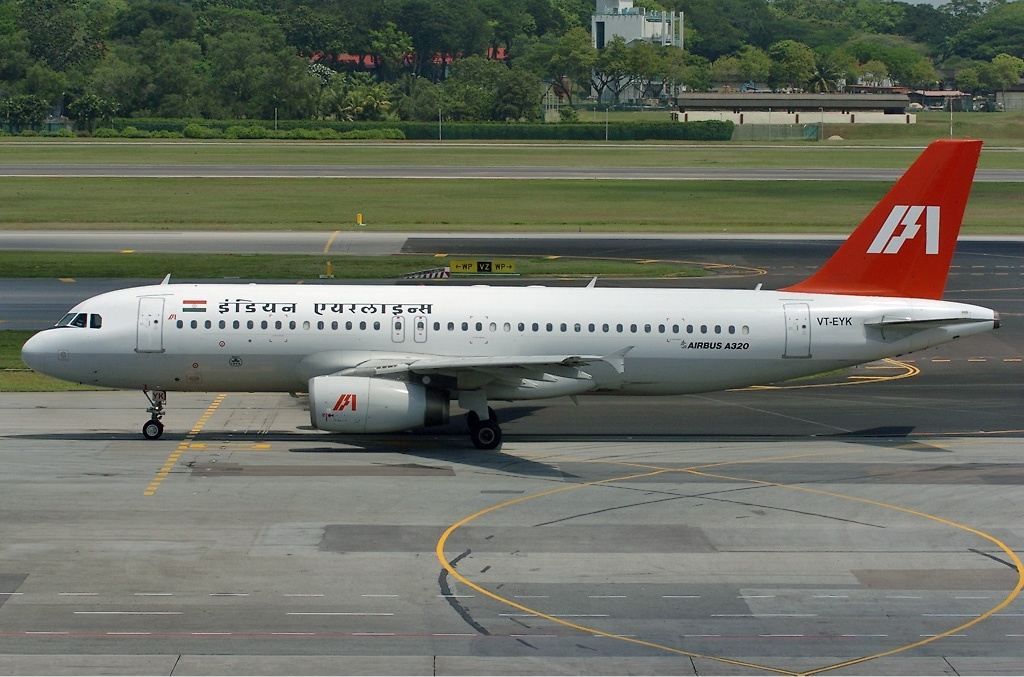
인디안 항공의 에어버스 A320-200
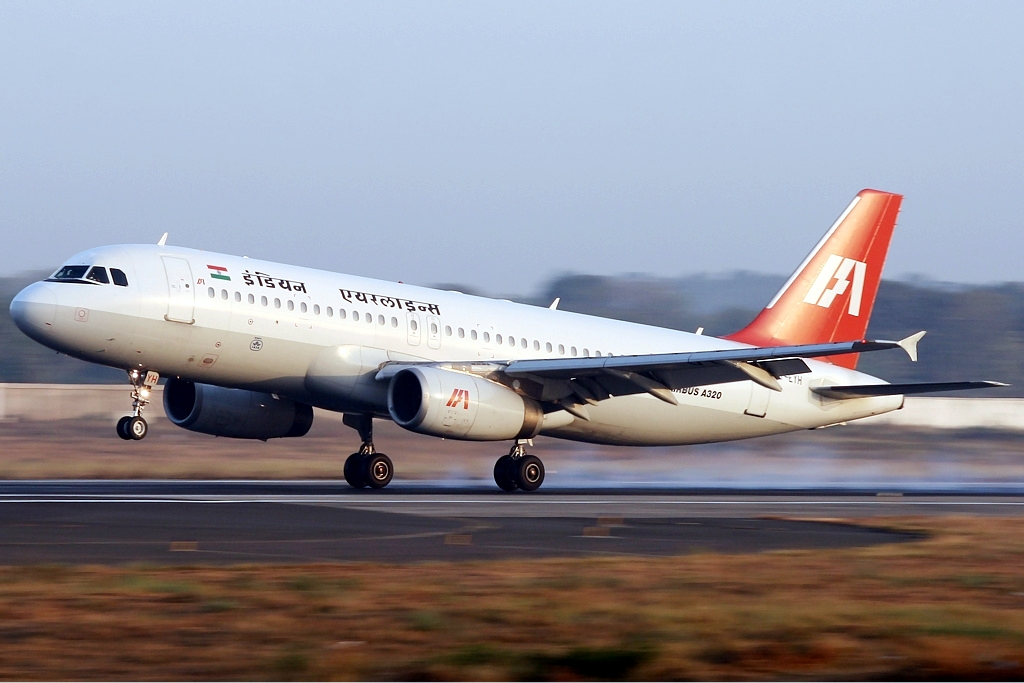
인디안 항공의 에어버스 A320-200
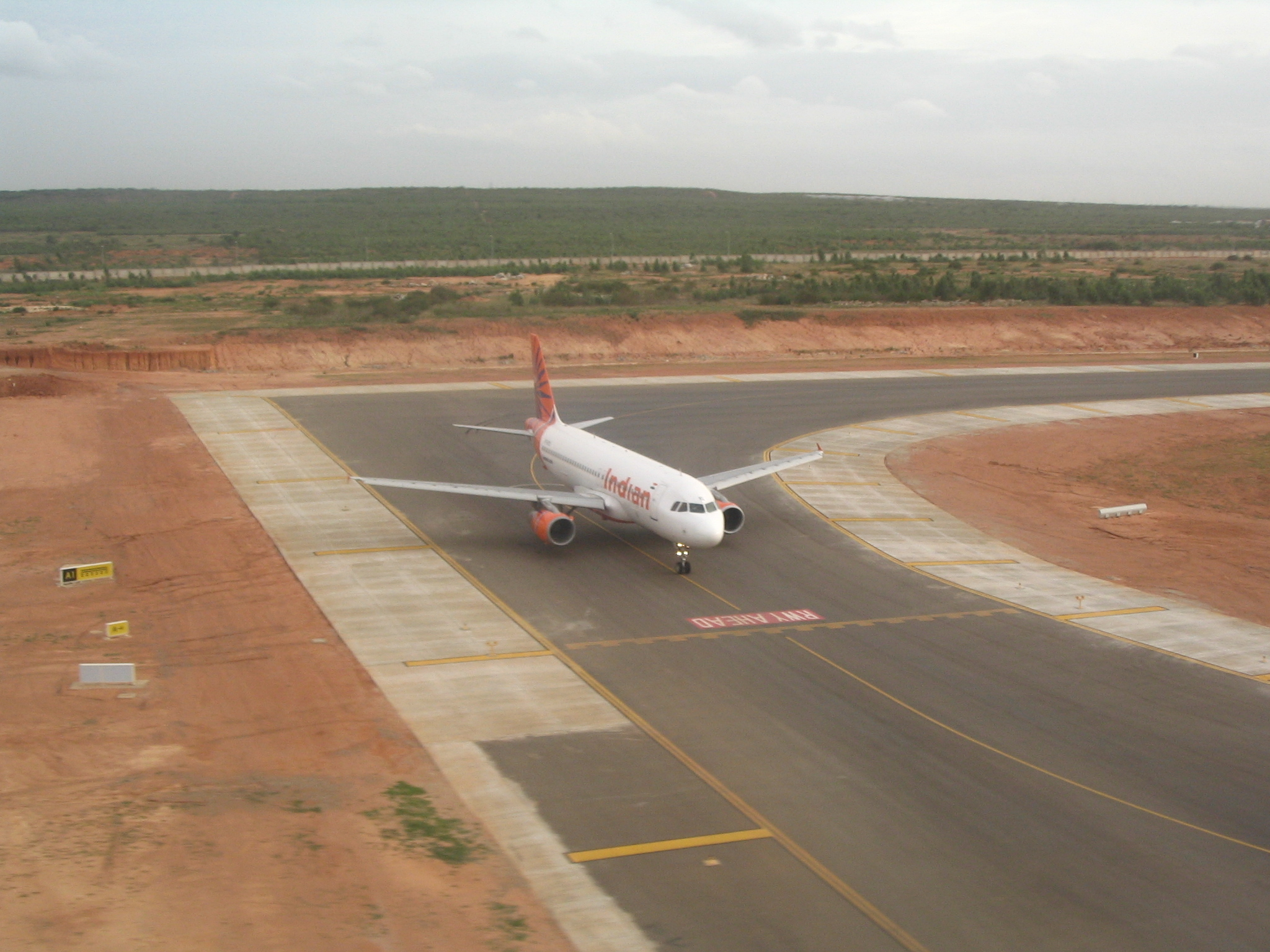
인디안 항공의 에어버스 A320-200